# Bharangi, Sorab
Bharangi là một làng thuộc tehsil Sorab, huyện Shimoga, bang Karnataka, Ấn Độ.